# 相原実貴
相原 実貴（あいはら みき、6月10日 - ）は、日本の漫画家。静岡県出身。女性。血液型はA型。2019年6月時点での全作品累計部数は1400万部を突破している。

## 来歴
1991年、『別冊少女コミック』（小学館）12月号に掲載された『Lipコンシャス!』にてデビュー。
2000年12月から『Betsucomi』にて『ホットギミック』の連載を開始。
2010年1月から『Cheese!』（同）にて連載を開始した『5時から9時まで』が、2015年10月に『5→9〜私に恋したお坊さん〜』とタイトルを変更し、テレビドラマ化される。
2017年2月24日から26日、デビュー25周年を記念した原画展「ミキミックス」を東京の神保町の東京堂書店6階の東京堂ホールにて開催。
2019年6月、『ホットギミック』が『ホットギミック ガールミーツボーイ』のタイトルで実写映画化される。
2020年11月、『Cheese!』にて『5時から9時まで』のスピンオフとなる『エレベーター降りて左』の連載を開始。2024年6月に同作が完結。

## 作品リスト

### 連載
- あたしについてらっしゃい（『別冊少女コミック』1993年11月号 - ）
- 親にはナイショ（『別冊少女コミック』1994年3月号 - ）
- 東京少年少女（『別冊少女コミック』）
- SO BAD!（『別冊少女コミック』1996年5月号 - 1998年7月号）
- 空に太陽がある限りっ。（『デラックス別冊少女コミック』）
- 青天大睛（『別冊少女コミック』1998年9月号 - 2000年9月号）
- ホットギミック（『Betsucomi』2000年12月号 - 2005年8月号）
- 先生のお気に入り!（『Cheese!』2002年3月号 - ）
- 続・先生のお気に入り!（『Cheese!』）
- Honey Hunt（『Cheese!』2007年2月号 - 2010年1月号[6]）
- 5時から9時まで（『Cheese!』2010年3月号[6] - 2020年5月号[11]）
- エレベーター降りて左（『Cheese!』2021年1月号[9] - 2023年8月号→『フラコミlike!』 - 2024年6月25日[10]） - 『5時から9時まで』のスピンオフ[9]。
- オレはアイドルをやめたい（『コミックシーモア』先行配信[12] 2023年12月5日[13] - ） - 『Honey Hunt』のスピンオフ[13]。

### 読み切り
- Lipコンシャス!（『別冊少女コミック』1991年12月号）
- 開幕のベルが鳴る（『デラックス別冊少女コミック』1993年8月30日号）
- 恋愛ダンジョン
- 慎子×2-しんこの事情-
- LL-エルエル-
- 彼女はデリケート
- 基本的に純情
- マイクにKISS!
- 月曜日が待ち遠しい（『週刊ビッグコミックスピリッツ』2006年48号）
- 5時から9時まで（『Cheese!』2009年9月号[14]）
- 着せ替え鳴子くん（『『弱虫ペダル』公式アンソロジー 放課後ペダル4』収録[15]、2016年5月6日発売[15]）
- 橘亮輝は諾わない（『ベツコミ』2019年7月号[4]） - 『ホットギミック』のボーナストラックにあたる読み切り[4]。

### 書籍

#### 漫画
すべて小学館から刊行。
- 『あたしについてらっしゃい』別コミフラワーコミックス、1994年2月
  - 「あたしについていらっしゃい」「開幕のベルが鳴る」収録
- 『親にはナイショ』別コミフラワーコミックス、1994年、全2巻、新装版全2巻
- 『東京少年少女』別コミフラワーコミックス、1995年 - 1996年、全5巻、新装版2003年 - 2004年、全5巻
  - 新装版の1巻に「基本的に純情」、2巻に「マイクにKISS!」収録
- 『SO BAD!』別コミフラワーコミックス、1996年 - 1998年、全6巻、小学館文庫全3巻
- 『空に太陽がある限りっ。』別コミフラワーコミックス、1998年 - 2001年、全3巻、小学館文庫全2巻
- 『青天大睛』別コミフラワーコミックス、1999年 - 2000年、全6巻、小学館文庫2006年、全3巻
- 『ホットギミック』Betsucomiフラワーコミックス、2001年 - 2005年、全12巻、小学館文庫2008年、全6巻
- 『先生のお気に入り!』Cheese!フラワーコミックス、2004年、全1巻
- 『続・先生のお気に入り!』Cheese!フラワーコミックス、全1巻
- 『王子様の彼女』Betsucomiフラワーコミックス、2006年
  - 「王子様の彼女」「王子様の恋人」収録
- 『Honey Hunt』Cheese!フラワーコミックス、2007年 - 2010年、全6巻
- 『相原実貴The Best Selection』2008年
  - 「恋愛ダンジョン」「慎子×2-しんこの事情-」「開幕のベルが鳴る」「LL-エルエル-」「彼女はデリケート」「Lip・コンシャス!」収録
- 『5時から9時まで』Cheese!フラワーコミックス、2010年 - 2020年[16]、全16巻
- 『エレベーター降りて左』フラワーコミックススペシャル、2021年 - 2024年、全3巻

#### 小説
- 『ホットギミックS』（小説、2005年）

### イラスト
- 『ラーメンにシャンデリア』（著：風カオル、2016年10月） - 挿画[17]

### その他
- 2008まんがベストテン!（『ぱふ』2009年4月号[18]） - アンケート回答[18]
- フォトブック『2.5次元男子』発売祝い 鳥越裕貴イラスト（2015年10月[19]）
- 寺本幸代としもがさ美穂との座談会（『コロコロオンライン』2018年12月掲載[20]） - アニメ『怪盗ジョーカー』Blu-ray BOX発売記念特別企画[20]

## 活動
2021年10月31日、お気に入りの楽曲をイラストに描くYouTubeチャンネル「EGAKU -draw the song-」第1回に登場し、RHYMESTERの「逃走のファンク」のイラストを執筆した動画を公開。